# Guerau Gener

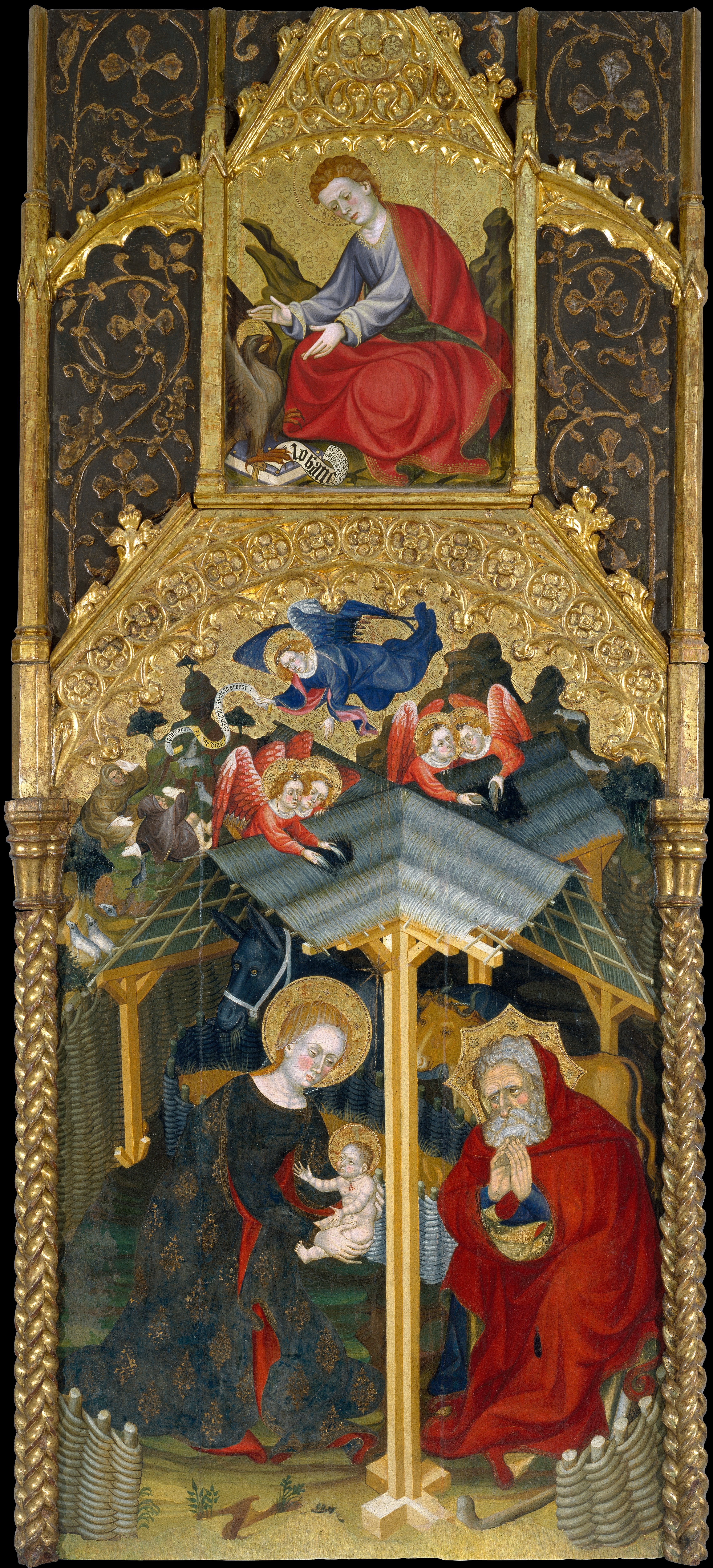
Natividad y San Juan Evangelista, temple y pan de oro sobre tabla, 302,7 x 121 cm, Barcelona, MNAC.

Guerau Gener (Barcelona, 1369 - c. 1410) fue un pintor gótico español, introductor en Cataluña del estilo gótico internacional en el que pudo formarse en Valencia.

## Biografía
Tuvo un primer y breve contacto con Lluís Borrassà en 1391. Es posible que a continuación marchase a Valencia, pues no vuelve a ser documentado en Barcelona hasta 1401, cuando pinta el retablo de San Bartolomé y Santa Isabel de la catedral de Barcelona, en el que se aprecian influencias de Pere Nicolau. En 1405 se encontraba de nuevo en Valencia, donde permaneció por espacio de dos años en los que colaboró con Gonçal Peris y Marçal de Sas en la pintura del retablo de Santo Domiingo, san Cosme y san Damián para la capilla de Santo Domingo de la catedral valenciana, sustituido a comienzos del siglo XVI por un retablo pintado por Fernando Llanos y Fernando Yáñez de la Almedina. A dicho retablo es probable que perteneciese la tabla con santo Domingo de Guzmán y cuatro santos ingresada en 1965 en el Museo del Prado, procedente de una colección particular.
De regreso a Barcelona en 1407 contrató con Pere de Queralt el retablo mayor de la catedral de Monreale en Sicilia, y en 1408 consta su intervención en la pintura del retablo mayor del monasterio de Santes Creus, que había iniciado Pere Serra y completó en 1411 Lluís Borrassà, lo que hace suponer que Guerau Gener, responsable de la mayoría de las escenas, hubiese muerto ya en ese año.

## Obra
- Retablo de Santa Isabel y San Bartolomé (1401), en la catedral de Barcelona.
- Retablo de Santo Domingo de Guzmán, (1405-1407), en colaboración con Gonçal Peris (Museo del Prado).
- Retablo mayor del monasterio de Santes Creus, contratado en 1407 por Pere Serra, continuado por Guerau Gener y acabado por Lluís Borrassà en 1411, fue sustituido en 1647 por un retablo de Josep Tramulles. Desmembrado a raíz de la desamortización, se conserva en la catedral de Tarragona a excepción de una tabla con san Juan Evangelista y la Natividad que es propiedad del Museo Nacional de Arte de Cataluña.